# Stone of Destiny
Stone of Destiny è un film del 2008, scritto e diretto da Charles Martin Smith, basato sul libro The Taking of the Stone of Destiny di Ian Hamilton, che racconta la storia vera del furto della Pietra di Scone dall'abbazia di Westminster, nella notte della vigilia di Natale 1950, ad opera appunto del nazionalista scozzese autore del libro.

## Trama
Glasgow, 1950. Quando la petizione per istituire un parlamento scozzese, proposta dalla Scottish Covenant Association guidata da John MacCormick, viene respinta dal Parlamento inglese, il giovane studente di legge e fervente nazionalista Ian Hamilton decide di compiere un eclatante gesto simbolico per mettere al centro dell'attenzione di tutti la lotta per la devoluzione, "liberando" e riportando in Scozia la Pietra di Scone, sottratta nel XIII secolo da Edoardo I d'Inghilterra e incastonata nel trono delle incoronazioni dei sovrani del Regno Unito.
Ian coinvolge nel progetto l'amico fraterno Bill Craig, prepara un piano d'azione accurato ed effettua un sopralluogo all'abbazia di Westminster, dove il trono e la pietra sono conservati. Ma quando il giorno di agire si avvicina, Bill si tira indietro, perché è ormai prossimo alla laurea e non se la sente di mettere a rischio il proprio futuro. Intanto, Ian ha informato delle sue intenzioni MacCormick, che a sua volta in passato aveva fantasticato su quella stessa idea, ma l'attivista politico non prende troppo sul serio il ragazzo, visto che gli vengono chieste appena cinquanta sterline per finanziare l'operazione. È proprio lui però a indicargli ad una festa una persona che può aiutarlo a realizzare il suo progetto, Kay Matheson, studentessa universitaria animata dalla loro stessa passione. Visto che da soli non possono farcela, anche solo per il peso della pietra, oltre 150 kg, Kay coinvolge l'amico Gavin, forte bevitore, che a sua volta porta con sé nel gruppo l'amico Allan, timido ma desideroso di avventura.
Il quartetto raggiunge Londra, dove il loro piano si scontra con la realtà, che si rivela ben più complessa di quanto previsto. Dopo un primo tentativo fallito, per l'inaspettata presenza di una guardia notturna, e malgrado vari intoppi, tra cui la febbre di Kay a causa di una gelida notte trascorsa in auto, un incontro ravvicinato con la polizia, che intima loro di lasciare la città, e perfino la rottura della pietra, Ian e compagni nella notte della vigilia di Natale portano infine a compimento quanto progettato.
Mentre la loro impresa viene accolta in Scozia con un entusiasmo al di sopra delle aspettative, Ian viene sospettato, per colpa dell'orologio perso sul "luogo del delitto", ma Bill gli fornisce un alibi, trovandosi così coinvolto anche lui in prima persona. Perché il furto possa servire quale rivendicazione politica, la pietra non può però rimanere nascosta, quindi viene recuperata dal prato in aperta campagna in cui l'aveva lasciata, in piena vista e insieme invisibile, e collocata nel suo luogo originario, l'abbazia di Scone, avvertendo le autorità e lasciando loro ogni futura decisione.
I "cospiratori" vengono accusati per il crimine commesso, ma non perseguiti. Viene concesso che la Pietra di Scone rimanga in Scozia, almeno fino alla prossima incoronazione.